# HD 221246
HD 221246 är en ensam stjärna belägen i den norra delen av stjärnbilden Andromeda och ingår i den öppna stjärnhopen NGC 7686. Den har en skenbar magnitud av ca 6,17 och är mycket svagt synlig för blotta ögat där ljusföroreningar ej förekommer. Baserat på parallax enligt Gaia Data Release 2 på ca 3,2 mas, beräknas den befinna sig på ett avstånd på ca 1 000 ljusår (ca 310 parsek) från solen. Den rör sig närmare solen med en heliocentrisk radialhastighet på ca -8 km/s.

## Egenskaper
HD 221246 är en orange till gul jättestjärna av spektralklass K3 III. Den har en radie som är ca 48 solradier och har ca 550 gånger solens utstrålning av energi från dess fotosfär vid en genomsnittlig effektiv temperatur av ca 4 200 K.